# Гальперин, Михаэль
Михаэль Гальперин (форма имени при рождении Михл Хельперн; 1860, Вильна — 4 декабря 1919, Цфат) — еврейский общественный деятель, филантроп, идеолог и практик палестинофильства, делегат Всемирных сионистских конгрессов. Гальперин, участвовавший в создании еврейского поселения Йесуд-ха-Маала в Палестине и приобретении земель, на которых была основана Нес-Циона, был также одним из организаторов еврейских отрядов самообороны в России и Палестине и входил в число основателей движения «Поалей Цион».

## Биография
Михл Хельперн родился в 1860 году в Вильне в семье богатого еврея, владевшего домами в разных городах Литвы. По материнской линии Михл был внуком Малбима, известного толкователя Торы. В детстве получил традиционное еврейское образование. Женился на Саре Калманович.
Уже в юности Михаэль проникся как идеями социальной справедливости, так и национальной идеологией. На средства, полученные в наследство, он организовал кампанию по выкупу еврейских девушек из публичных домов; после этого он выдавал их замуж. В Смоленске, также на полученные в наследство деньги, Хельперн основал ремесленную школу, а в Вильне — кооперативную фабрику по вязке носков; на эту фабрику принимались женщины из беднейших слоёв еврейского населения, до этого трудившиеся за низкую плату на частных предприятиях.
Еврейские погромы 1881 года на юге Российской империи подтолкнули Хельперна к палестинофильству. Он примкнул к движению «Ховевей Цион». После конференции «Ховевей Цион» 1884 года в Катовице Гальперин решил переехать в Землю Израильскую. По приезде в Палестину в 1886 году поселился в Ришон-ле-Ционе. Он продолжал вкладывать деньги в благотворительные проекты, в частности приняв участие в развитии земель поселения Йесуд-ха-Маала и пожертвовав значительную сумму денег на приобретение земель под ещё одно рабочее поселение — в будущем Нес-Циона. Эти траты, однако, серьёзно подорвали его благосостояние, так что в дальнейшем ему пришлось отдавать приобретённые земли в заклад. Одновременно Гальперин принимал участие в социальном движении. Он основал первый в Палестине рабочий профсоюз и активно выступал на стороне сельскохозяйственных рабочих Ришон-ле-Циона и других еврейских поселений против политики представителей фонда барона Ротшильда. Эта борьба впоследствии переросла в настоящее восстание, и в результате Гальперин был вынужден временно покинуть Палестину.
Проживая в России в конце 1890-х годов, Гальперин вёл в молодёжных еврейских кругах пропаганду идей рабочего сионизма. Вернувшись в Палестину в 1898 году, он регулярно выезжал за её пределы, в том числе чтобы принимать участие во Всемирных сионистских конгрессах. На VI Сионистском конгрессе он оказался в числе делегатов, резко выступивших против Угандской программы — плана создания еврейской колонии в Африке. После Кишинёвского погрома в 1903 году Гальперин занялся созданием отрядов еврейской самообороны, собирая для них деньги и приобретая оружие; ему даже довелось возглавлять несколько боевых групп в Вильне и других городах.
Вновь вернувшись в Палестину в 1906 году, Гальперин и там занялся организацией еврейских отрядов самообороны, известных как «Ха-Шомер». Он также принимал участие в создании в Палестине рабочего сионистского движения «Поалей Цион». Он активно пропагандировал создание полноценных еврейских вооружённых сил — «Народного легиона», который послужит для установления еврейского контроля над Землёй Израильской по обе стороны Иордана. Растратив к этому времени всё полученное наследство и оставшись без средств к существованию, Гальперин работал ночным сторожем — сначала в Яффе, а затем, после основания Тель-Авива — в еврейской гимназии «Герцлия».
Когда в 1918 году, в свете военных успехов британских войск на Ближнем Востоке, в Палестине началась мобилизация добровольцев в Еврейский легион в составе британской армии, Гальперин стал одним из тех, кто явился записываться в его ряды. Однако с учётом его возраста и слабого здоровья ему было в этом отказано. Страдая от нехватки средств и ухудшающегося здоровья, Гальперин перебрался из Тель-Авива в Верхнюю Галилею, где и умер 4 декабря 1919 года (12 Кислева 5680 года по еврейскому летоисчислению) в больнице в Цфате.
Михаэль Гальперин похоронен рядом с поселением Маханаим в Верхней Галилее. В его честь назван мошав Гиват-Михаэль неподалёку от Нес-Ционы; его имя носит также улица в Тель-Авиве. Его сын Ирмеяху был одним из руководителей движения «Бейтар», основателем морской школы «Бейтара» в Италии в 1934 году и морского музея в Эйлате после создания Государства Израиль.